# 宮原駅 (熊本県)
宮原駅（みやばるえき）は、かつて熊本県鹿本郡植木町（現・熊本市北区）宮原（みやばる）にあった山鹿温泉鉄道の駅（廃駅）である。

## 歴史
- 1918年（大正7年）12月26日：鹿本鉄道（後の山鹿温泉鉄道）肥後豊田 - 宮原間開業に伴い駅開業。
- 1965年（昭和40年）2月4日：全線廃止に伴い廃止。

## 駅構造
2面2線のホームを持つ地上駅だった。植木駅寄りには貨物側線を有していた。小型の駅舎を持っていた。

## 駅周辺
- 宮原温泉[2]
- 九州産交バス「宮原温泉前」停留所

## 現在
駅跡には、駅舎は今は跡形もなくなっているが、駅舎の基盤と思わしきものが残っている。また、駅だったという痕跡も確認できない。土地が売りに出されているが、買い手もつかぬまま草が大量に生えている。この敷地に建てられている不動産管理会社の看板には「鹿本鉄道 宮原駅跡」と書かれており、その看板だけが当時ここに駅が存在していたことを証明するものとなっている。

## 隣の駅
山鹿温泉鉄道
山鹿温泉鉄道線
山城駅 - 宮原駅 - 奥永駅